# YTN
YTN (abreviación de Yonhap Television News) es un canal de noticias de Corea del Sur. Fue fundado el 14 de septiembre de 1985 como una subsidiaria de Yonhap News Agency y comenzó las emisiones en televisión el 1 de marzo de 1995 y en radio el 30 de abril de 1996. Se considera como el equivalente coreano de la CNN.

## Historia
- 01.01.1965 Fundación de YTN
- 01.01.1967 Primera emisión

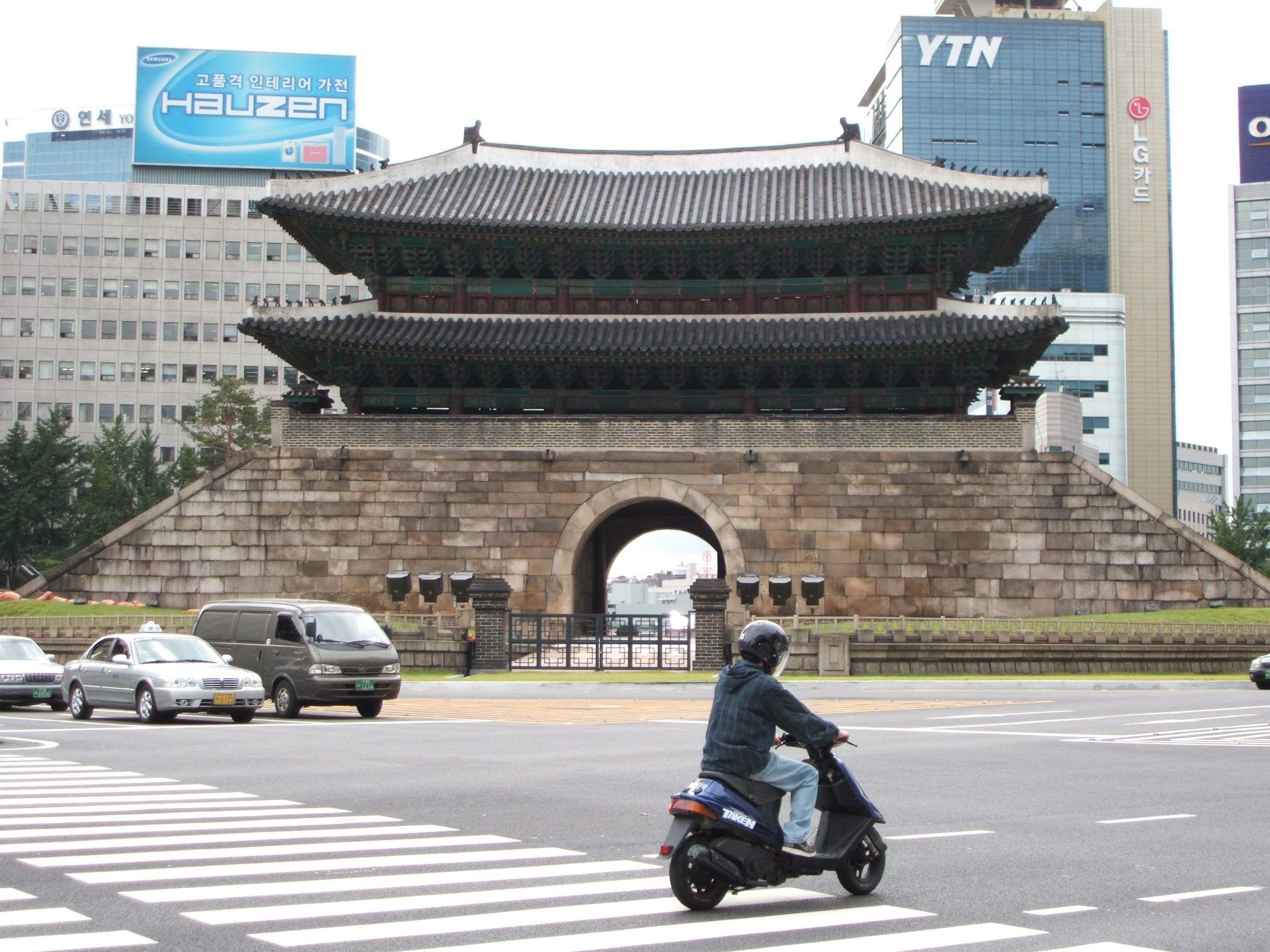
Sede antigua de YTN (derecha) sobre el Sungnyemun.

- 01.01.1982 Fusión con Seoul Tower.
- 01.01.1984 Traslado a la torre YTN, próxima a la Puerta del Sur de Seúl (Sungnyemun)
- 01.01.1985 Transmisiones en T-DMB
- 01.01.1986 El Gobierno coreano aprueba la radio YTN FM.
- 01.01.1988 YTN FM comienza sus emisiones en Seúl. FM 94.5 MHz

## Programas

### Días de la semana
- 00:00 - 00:45 Medianoche Noticias (desde 18/1/2017)
- 01:00 - 04:25 YTN24 Noche
- 04:30 - 06:00 Noticias Start
- 06:00 - 07:40 Mañana Noticias (desde 31/1/2017)
- 08:00 - 08:57 Expedir Hoy
- 09:00 - 10:57 Noticias Torre
- 11:00 - 11:38 Noticias Hablar
- 11:40 - 13:45 Noticias N Expedir
- 14:00 - 15:45 Noticias En
- 16:00 - 17:25 Noticias Q
- 17:35 - 17:50 Economía
- 18:00 - 19:12 Noticias Thong
- 19:30 - 20:15 Cultura Eventos
- 20:15 - 20:45 YTN24 Tarde
- 21:00 - 21:45 Noticias 21
- 22:00 - 23:30 Primetime Noticias Noche
- 23:40 - 23:50 YTN Deportes Noticias

### Fin de semana
- 00:00 - 04:25 YTN24 Noche
- 04:30 - 06:50 Noticias Start
- 07:00 - 09:00 Noticias Wide
- 09:00 - 10:00 YTN24 Fin de Semana
- 10:00 - 11:00 Noticias Wide
- 11:00 - 12:00 YTN24 Fin de Semana
- 12:00 - 13:27 Noticias N Expedir
- 13:35 - 14:00 Sports 24
- 14:00 - 15:00 Noticias Wide
- 15:00 - 16:00 YTN24 Fin de Semana
- 16:00 - 17:25 Noticias Q
- 17:35 - 17:50 Mundial de Corea
- 18:00 - 19:00 Noticias Wide
- 19:00 - 21:10 YTN24 Fin de Semana
- 21:15 - 21:45 Historical Sites
- 22:00 - 23:30 Primetime Noticias Noche

### Análisis
- Mañana Titulares
- Torre 5
- Expedir Análisis
- Noche Focus

### Anterior
- Buenos días Corea
- Prime Noticias
- Noticias 12
- Noticias 7
- Noticias Hoy
- Noticias Éstandar
- Noticias y Vida
- Economía y Vida
- Corea Hoy
- Corea Informe
- Mundo Hoy
- YTN Tarde Noticias
- Bienvenido a la Mundo
- YTN INTERNACIONAL - MUNDO 24
- Noticias Noche

## Servicios
- YTN: 24-horas internacional canal de noticias en Corea, reporto precisa noticias e análisis, plus capear, financiero, tráfico e deportes información.
- YTN El Tiempo & Life: El solamente 24-horas Coreano canal de capear, entregar non-stop capear previsiones e consejos para una vida sana.
- YTN ciencia: El primero 24-horas canal de ciencia en Corea, reporto e ancha rango de ciencia información.

## Radio servicios
YTN cuenta con YTN Noticias FM 94.5 para asegurarse de que los coreanos pueden acceder a las últimas noticias nacionales e internacionales en el go. La noticias wheel es: Noticias cada media hora, 2 minutos breve en :15 y :45, la capear e tránsito información en :27 y :57. Sin embargo, esta estación también transmite algo de música en dos espectáculos: «Fin de Semana Noticias & Musica» y «YTN Noticias FM Noche Musical Journey».

## Logos

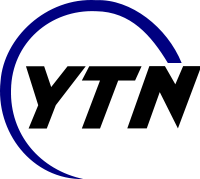
1 de marzo de 1987 - 6 de abril de 2002
7 de abril de 2002 - actualidad